# المزناع (القفر)

تعديل مصدري - تعديل

المزناع محلة تابعة لقرية النجد الأبيض، التابعة لعزلة النخلة بمديرية القفر إحدى مديريات محافظة إب في الجمهورية اليمنية، بلغ تعداد سكانها 58 حسب تعداد اليمن لعام 2004.